# İlhan Şen
İlhan Şen (Šumen, 19 dicembre 1987) è un attore ed ex modello turco.

## Biografia
Nato nel 1989 a Šumen, in Bulgaria da una famiglia di origine turca, İlhan Şen quando aveva due anni è stato costretto a emigrare dalla Bulgaria alla Turchia con la sua famiglia. Fin dall'infanzia, ha giocato come giovane sportivo professionista in club di basket e calcio (Fenerbahçe, ecc.). Dopo aver terminato l'istruzione primaria e secondaria a Istanbul, ha studiato presso l'Università tecnica di Yıldız, laureandosi in ingegneria edile.
All'età di diciassette anni ha iniziato a fare il modello, partecipando nel 2008 al concorso Miglior modello della Turchia. Nel 2009 è tornato al concorso e questa volta si è aggiudicato il primo posto e ha vinto il titolo di Miglior modello della Turchia. Nello stesso anno ha rappresentato la Turchia al concorso Miglior modello del mondo 2009 che si è tenuto a Sofia, in Bulgaria, ed è stato eletto come Miglior modello d'Europa.
Dopo aver lavorato come modello, nel 2011 ha fatto i suoi primi passi nella recitazione con il cortometraggio Perspective diretto da Mehmet Can Koçak. Dopo aver preso lezioni di recitazione, nel 2018 ha compiuto il suo esordio sul piccolo schermo con un ruolo nella serie storica Mehmed: Bir Cihan Fatihi. Successivamente è apparso in altre serie come Şahin Tepesi (2018), Eşkıya Dünyaya Hükümdar Olmaz (2018-2019), Ramo (2020) e Seni Çok Bekledim (2021). Nel 2020 ha compiuto il suo esordio al cinema con il ruolo di Manken nel film Biz Böyleyiz diretto da Caner Özyurtlu. Nel 2021 e nel 2022 ha ottenuto il ruolo principale di Ozan Korfalı nella serie romantica Love, Reason, Get Even (Aşk Mantık İntikam), accanto all'attrice Burcu Özberk. Nel 2022 ha vestito i panni di Kağan Kerimoğlu nella serie drammatica Sevmek Zamanı, seguiti nel 2023 e nel 2024 da quelli di Ateş Gülsoy nella serie Safir. Nel 2024 ha impersonato il ruolo di Uzay nel film Aşk Filmi diretto da Deniz Denizciler. Successivamente è stato scritturato per recitare nel film Cinlerin Düğünü diretto da Ferit Karahan e nella serie Siyah Bere, nel ruolo di Volkan.

## Filmografia

### Cinema
- Biz Böyleyiz, regia di Caner Özyurtlu (2020)
- Aşk Filmi, regia di Deniz Denizciler (2024)
- Cinlerin Düğünü, regia di Ferit Karahan (2025)

### Televisione
- Mehmed: Bir Cihan Fatihi – serie TV, 6 episodi (Kanal D, 2018)
- Şahin Tepesi – serie TV, 6 episodi (ATV, 2018)
- Eşkıya Dünyaya Hükümdar Olmaz – serie TV, 32 episodi (ATV, 2018-2019)
- Ramo – serie TV, 11 episodi (Show TV, 2020)
- Seni Çok Bekledim – serie TV, 13 episodi (Star TV, 2021)
- Love, Reason, Get Even (Aşk Mantık İntikam) – serie TV, 42 episodi (Fox, 2021-2022)
- Sevmek Zamanı – serie TV, 5 episodi (ATV, 2022)
- Safir – serie TV, 26 episodi (ATV, 2023-2024)
- Siyah Bere – serie TV (tabii, 2025)

### Cortometraggi
- Perspective, regia di Mehmet Can Koçak (2011)

## Doppiatori italiani
Nelle versioni in italiano dei suoi film e delle sue serie TV, İlhan Şen è stato doppiato da:
- Andrea Oldani[27] in Love, Reason, Get Even[28]

## Riconoscimenti

### Attore
- Altın Objektif Award
  - 2021: Vincitore come Attore dell'anno in una serie televisiva di commedia romantica per Love, Reason, Get Even (Aşk Mantık İntikam)[29]
- Ayakli Gazete TV Stars Awards
  - 2021: Candidato come Miglior attore in una serie televisiva di commedia romantica per Love, Reason, Get Even (Aşk Mantık İntikam)
- Pantene Golden Butterfly Awards
  - 2021: Candidato come Miglior attore in una serie commedia romantica per Love, Reason, Get Even (Aşk Mantık İntikam)
  - 2021: Candidato come Miglior coppia televisiva con Burcu Özberk per la serie Love, Reason, Get Even (Aşk Mantık İntikam)

### Modello
- 2009: Vincitore del concorso Miglior modello della Turchia 2009
- 2009: Vincitore del concorso Miglior modello d'Europa